# Daniela Bobadilla
Daniela Bobadilla est une actrice canadienne connue pour avoir joué Sam Goodson dans la série FX Anger Management.

## Biographie

### Jeunesse et formation
Daniela Bobadilla est née le 4 avril 1993  à Mexico,. Elle est d'origine mexicaine et espagnole par son père Carlos et sa mère Haydee. Sa famille a déménagé à North Vancouver, en Colombie-Britannique, puis à Coquitlam, à proximité,. Au cours de sa scolarité dans la Summit Middle School, elle commence à faire du théâtre, d'abord dans son école, puis à la Theatrix Youththeatre Society. Elle joue ensuite dans de nombreuses productions, notamment Un violon sur le toit, High School Musical et Le Magicien d'Oz . Elle commence à auditionner pour des rôles au cinéma et à la télévision alors qu'elle fréquentait l'école secondaire Heritage Woods.

### Carrière
En 2008, elle remporte le titre de Port Moody Idol. Peu de temps après, elle fait des apparitions dans des rôles guest dans deux séries produites au Canada pour The CW, Smallville et Supernatural, avant de déménager avec sa famille à Los Angeles.
Elle joueson premier rôle principal américain dans le film Lifetime Lies in Plain Sight, dans lequel elle incarne une adolescente aveugle de 13 ans.
En 2012, elle est choisie pour incarner Sam Goodson, la fille obsessionnelle-compulsive de 13 ans du personnage de Charlie Sheen dans la série FX Anger Management.

## Vie privée
En 2018, Bobadilla a épousé un autre acteur de The Middle, Beau Wirick.

## Filmographie

### Films
| Année | Titre                             | Rôle            | Remarques     |
| ----- | --------------------------------- | --------------- | ------------- |
| 2012  | Tomorrow Maybe                    | Jessica         | Court métrage |
| 2012  | Rosita Lopez for President        | Rosita López    | Court métrage |
| 2015  | National Signing Day              | Marie Beth      |               |
| 2015  | Texas Heart                       | Alison          |               |
| 2015  | The Highway is for Gamblers       | Rose            |               |
| 2016  | Odious                            | Gina            |               |
| 2016  | Face to Face                      | Madison Daniels |               |
| 2017  | Ferdinand                         | Tall Nun        | Voix          |
| 2019  | Justice League vs. the Fatal Five | Miss Martian    | Voix          |

### Télévision
| Année      | Titre                              | Rôle                 | Remarques                          |
| ---------- | ---------------------------------- | -------------------- | ---------------------------------- |
| 2009       | Smallville                         | Adolescent fanatique | Épisode : « Infâme »               |
| 2009       | Mr. Troop Mom                      | Naomi Serrano        | Téléfilm                           |
| 2010       | Supernatural                       | Sydney Frankle       | Episode: "Échanger de la viande"   |
| 2010       | Lie to Me                          | Deede Fletcher       | Episode: "Le Nous Royal"           |
| 2010       | Lies in Plain Sight                | La jeune Sofia       | Téléfilm                           |
| 2011       | Oliver's Ghost                     | Jenny McCaffrey      | Téléfilm                           |
| 2012       | Desperate Housewives               | Marisa Sánchez       | 2 épisodes                         |
| 2012       | Awake                              | Emma                 | Rôle récurrent, 6 épisodes         |
| 2012-2014  | Anger Management                   | Sam Goodson          | Rôle principal, 55 épisodes        |
| 2012       | Emily Owens, M.D.                  | Payson Sorriano      | Episode : "Emily et... l'épidémie" |
| 2013       | Bucket & Skinner's Epic Adventures | Danielle Smith       | Épisode : « Copie épique »         |
| 2013       | Big Time Rush                      | Dara Laramie         | Épisode : "Big Time Cameo"         |
| 2013       | The Cheating Pact                  | Heather Marshall     | Téléfilm                           |
| 2014       | The Night Shift                    | Nina                 | Episode: "Frères de sang"          |
| 2015       | Mothers of the Bride               | Jenna Loup           | Téléfilm                           |
| 2015       | Perfect High                       | Riley Taft           | Téléfilm                           |
| 2016-2018  | The Middle                         | Lexie Brooks         | Rôle récurrent (saisons 7 à 9)     |
| 2017       | The Rachels                        | Roxie                | Téléfilm                           |
| 2019, 2021 | Young Justice                      | Brume / Andie Murphy | Voix, 2 épisodes.                  |
| 2019       | Modern Family                      | Trish                | Episode: "Fête à la piscine"       |
| 2023       | The Happy Camper                   | Dillon Michaels      | Téléfilm                           |